# Abel P. Upshur
Abel Parker Upshur (ur. 17 czerwca 1790 w hrabstwie Northampton, zm. 28 lutego 1844 na Potomaku) – amerykański polityk.

## Życiorys
Studiował na Uniwersytecie Yale i w Princeton. Ukończył prawo, został przyjęty do palestry i otworzył prywatną praktykę w Richmond. Zaangażował się wówczas w działalność polityczną, zasiadając w legislaturze stanowej Wirginii w latach 1812–1813 i pełniąc funkcję prokuratora. Bezskutecznie ubiegał się o miejsce w Izbie Reprezentantów. W 1826 został członkiem sądu stanowego. 
W 1841 John Tyler mianował go sekretarzem Marynarki Wojennej. Po dwóch latach prezydent zaproponował mu stanowisko sekretarza stanu. Senat zatwierdził jego kandydaturę dopiero w styczniu 1844.
Upshur zmarł podczas rejsu Potomakiem, w wyniku eksplozji broni na statku USS Princeton.